# Hafnarfjörður
Hafnarfjörður ['hapnarˌfjœrðʏr] (deutsch „Hafenfjord“, niederdeutsch Hannenfjord) ist eine isländische Stadt in der Region Höfuðborgarsvæðið im Südwesten Islands.
Am 1. Januar 2023 hatte die im südlichen Bereich des Ballungsraums um die Hauptstadt Reykjavík liegende Stadt 30.568 Einwohner.

## Geografie

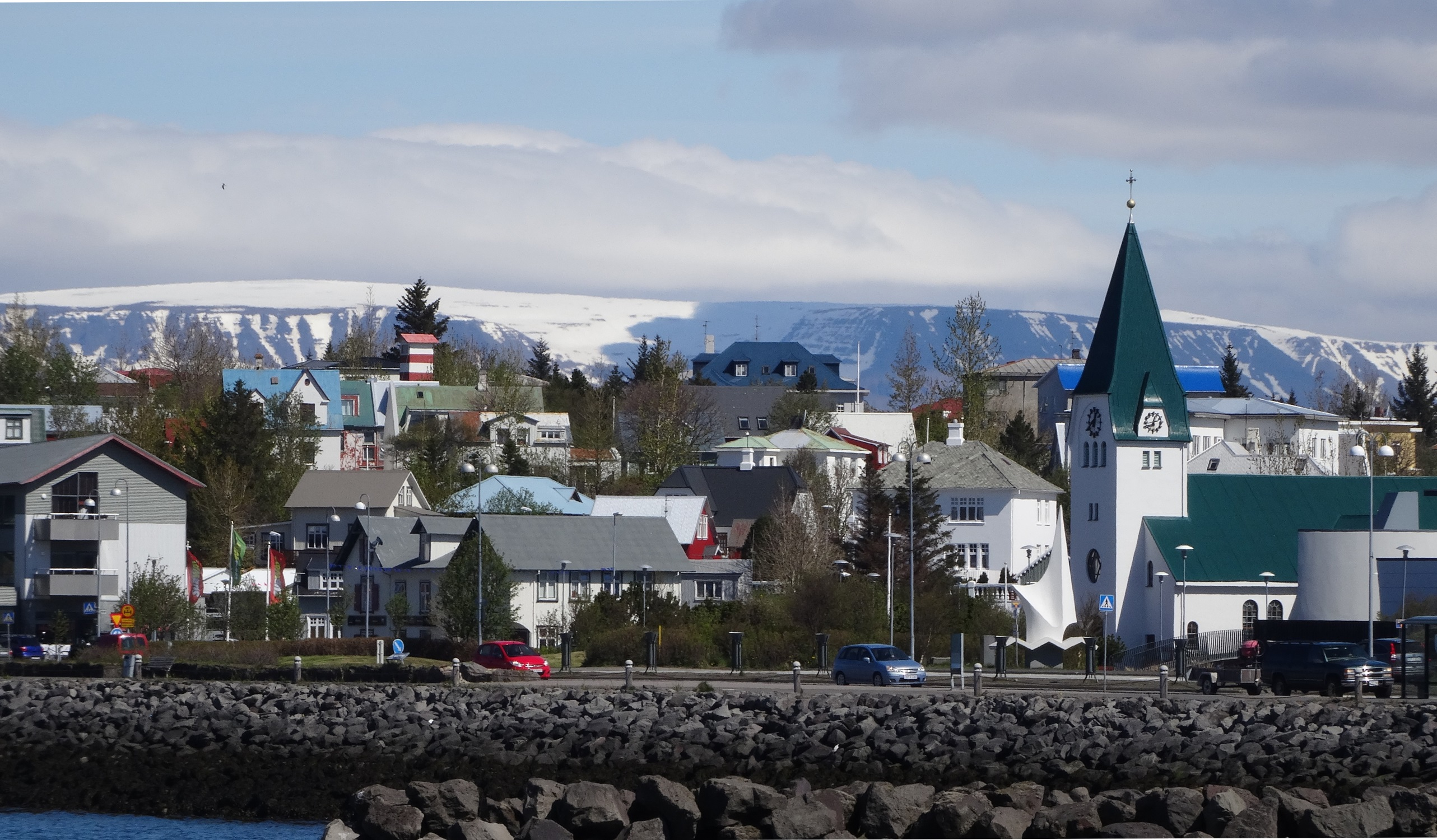
Hafnarfjörður vom Hafen aus gesehen

Das Gemeindegebiet Hafnarfjörðurs besteht aus zwei nicht zusammenhängenden Gebieten.
Das Gebiet mit der Stadt Hafnarfjörður selbst grenzt im Westen an Sveitarfélagið Vogar, im Norden und Osten an Garðabær und im Süden an Grindavíkurbær. Im Südosten dieses Gebiets liegt der Berg Helgafell. Am Stadtrand befindet sich am See Hvaleyrarvatn das 32 ha große Waldgebiet Höfðaskógur.
Das weiter südlich liegende Gebiet um Krýsuvík befindet sich südsüdwestlich des Sees Kleifarvatn, es ist von der Gemeinde Grindavíkurbær umschlossen.
Die Stadt Hafnarfjörður liegt an der Küste des gleichnamigen Fjords. Kleinere Seen auf dem Gemeindegebiet sind der Ástjörn und der Hvaleyrarvatn.

## Geschichte
Dank der günstigen Lage an einem Naturhafen hat die Stadt eine lange Besiedelungsgeschichte zu verzeichnen. Sie findet schon im Landnámabók Erwähnung. Im ausgehenden Mittelalter liefen 1418 erstmalig englische Schiffe den örtlichen Hafen an. Bereits 1391 wurde Hafnarfjörður in einer deutschen Urkunde erwähnt und 1486 zum ersten Mal als Handelsplatz von Hamburger Hansekaufleuten genannt. Kaufleute der deutschen Hanse, die ungefähr ab 1500 hier vermehrt aktiv waren, machten den Ort zum wichtigsten Handelsplatz der Hanse auf Island. Hafnarfjörður wurde wie Bergen in Norwegen eine offizielle Hansestadt und gehört auch heute noch – wie Stykkishólmur im Westen Islands – der Neuen Hanse, der Interessengemeinschaft der ehemaligen Hansestädte, an. Auch die Dänen erkannten und nutzten die günstige Lage und den Hafen für den Im- und Export. Ab dem Ende des 19. Jahrhunderts war der Fischfang der wichtigste Erwerbszweig.
1890 war Hafnarfjörður mit 616 Einwohnern eine der größten Ortschaften Islands, so dass erwogen wurde, den Ort offiziell als „Stadt“ anzuerkennen. Am 1. Juni 1908 wurde Hafnarfjörður als fünftem Ort auf Island das Stadtrecht verliehen. Zu diesem Zeitpunkt hatte Hafnarfjörður 1.400 Einwohner. Erst nachdem Hafnarfjörður Stadtrecht bekommen hatte, begann man 1909 mit den Planungen und dem Bau einer Kirche, vorher musste man zum Gottesdienst ins benachbarte Garðabær gehen oder reiten. Als die Hafnarfjarðarkirkja 1914 eingeweiht wurde, konnte etwa ein Drittel der Einwohner der Stadt in ihr Platz finden. 1920 lag die Einwohnerzahl der Stadt bei 2.366, 1940 bei 3.686, 1960 bei 7.160 und 1980 bei 12.312. Heute ist es nach Reykjavík und Kópavogur die drittgrößte Stadt des Landes.
Zwei Kriminalfälle, die in Island großes Aufsehen erregt haben, stehen mit Hafnarfjörður in Verbindung: Der Fall Guðmundur und Geirfinnur und der Fall Birna Brjánsdóttir.

## Kultur und Sehenswürdigkeiten

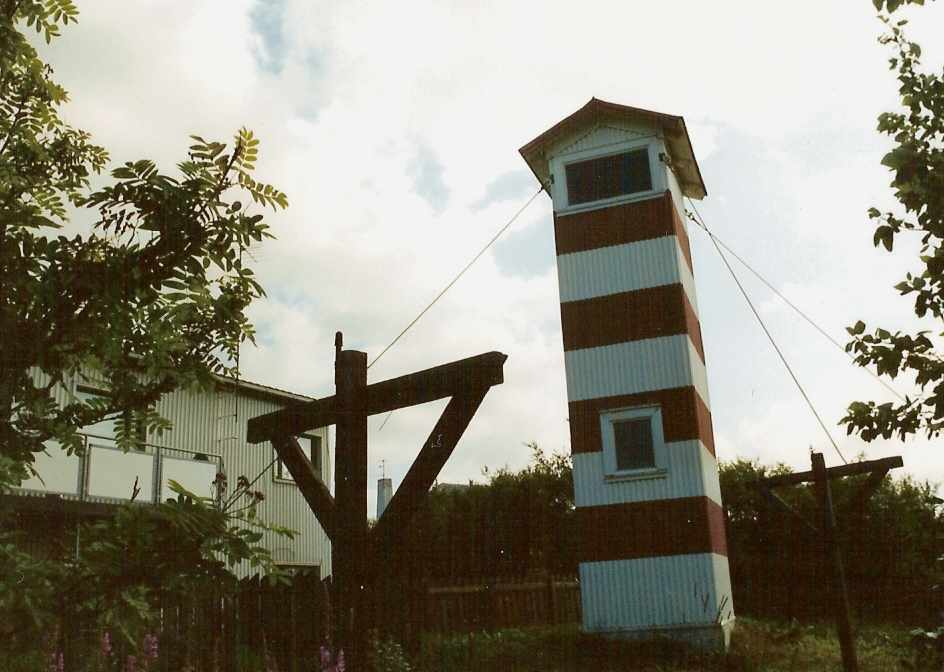
Der alte Leuchtturm ist das Wahrzeichen von Hafnarfjörður

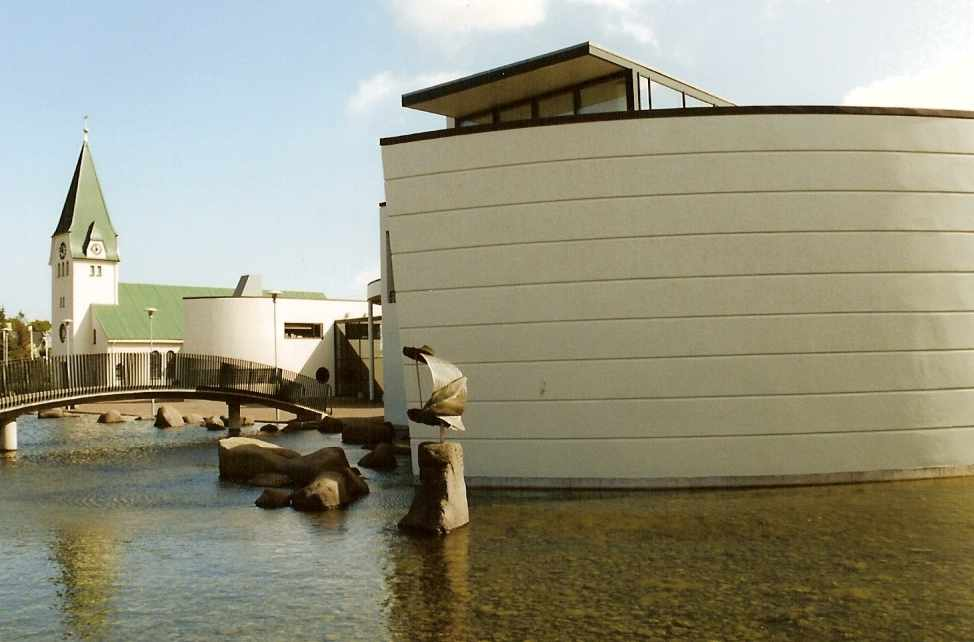
Hafnarfjarðarkirkja und die Musikschule

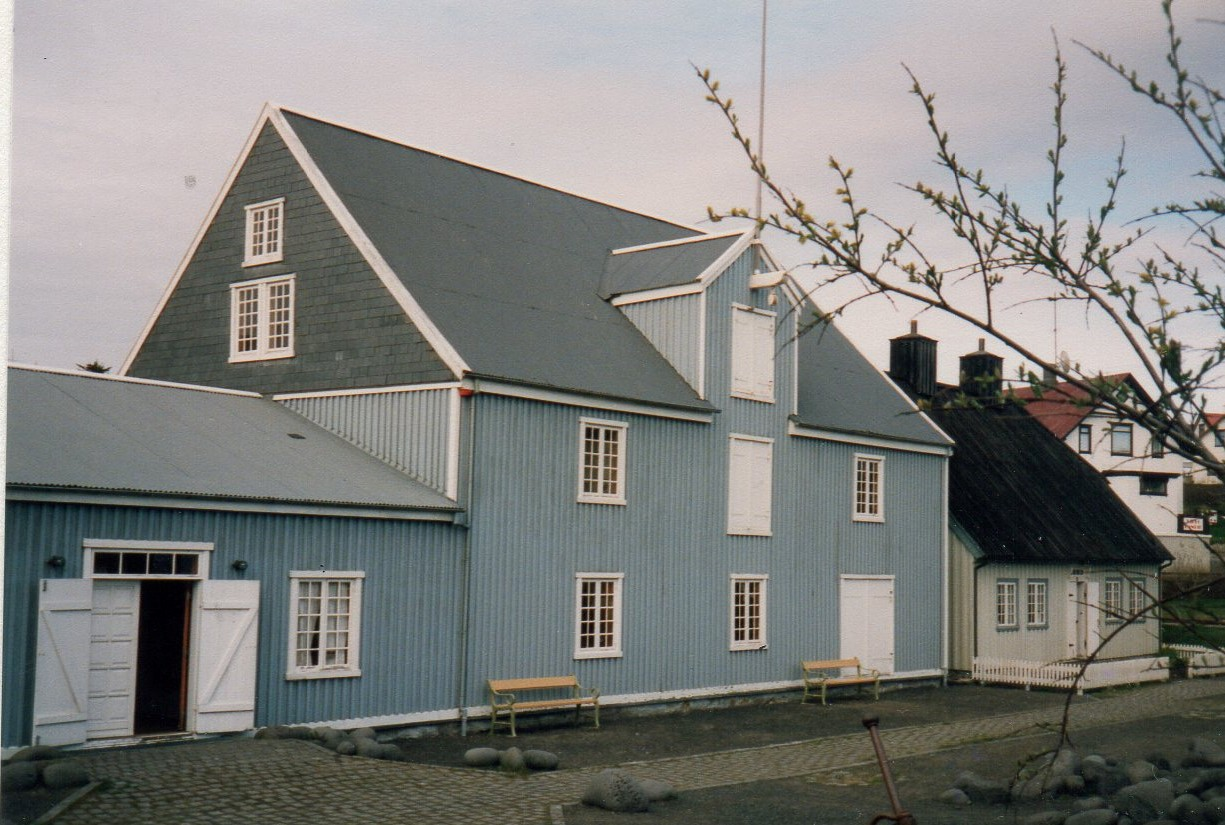
Lagerhaus Pakkhúsiđ (li., 1865) und ältestes Haus der Stadt (re., 1803–1805)

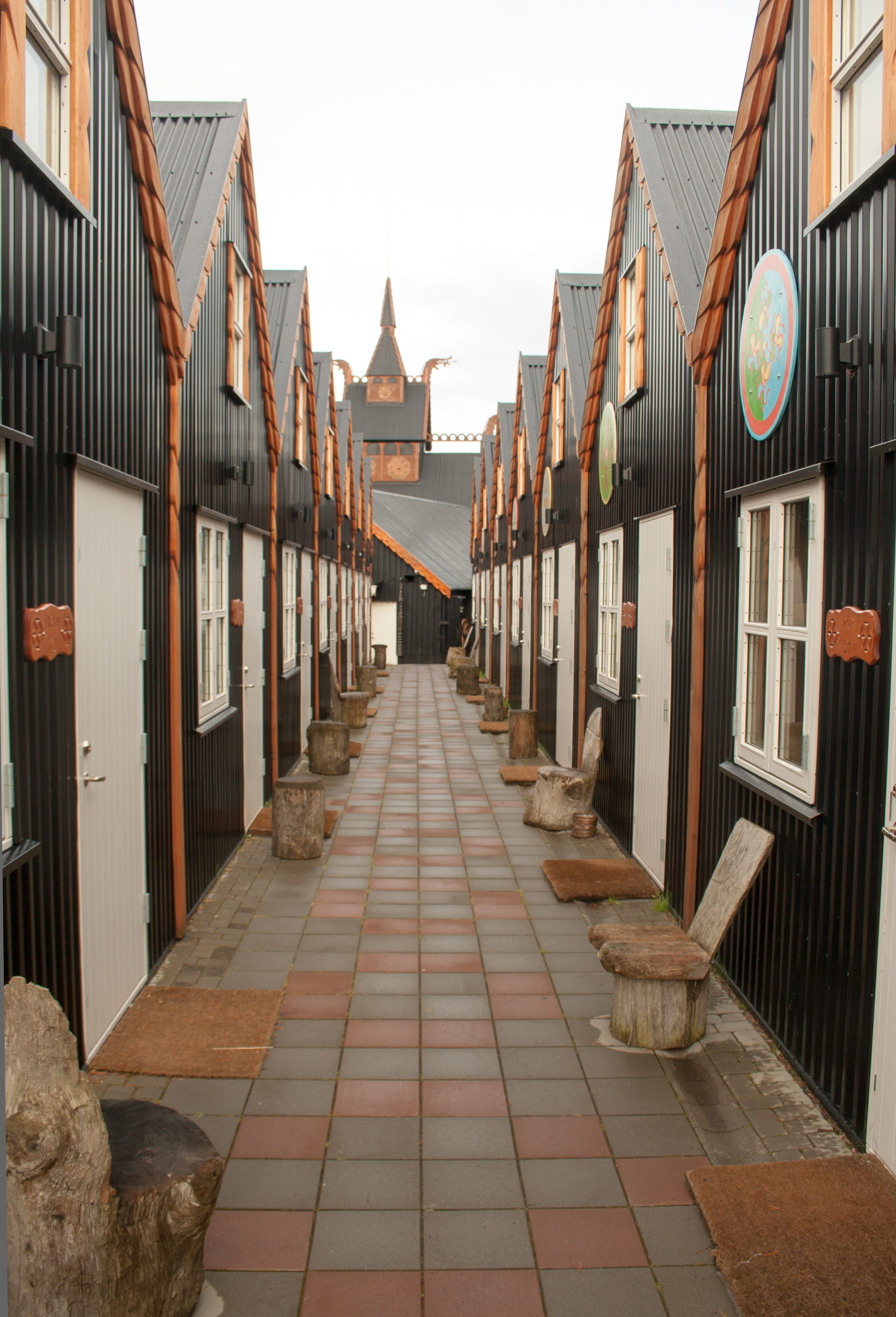
Fjörukráin

Im Stadtzentrum fallen die vielen Lavahügel auf, um die man sorgsam herumgebaut hat. Hafnarfjörður gilt nämlich als ein Zentrum des Elfenglaubens, dem Umfrageergebnissen zufolge viele Isländer anhängen. Sie sind davon überzeugt, dass diese Lavahügel von Elfen bewohnt seien, deren Behausungen es zu schützen gelte. Erla Stefánsdóttir hat einen Stadtplan von Hafnarfjörður entworfen, in dem die vermuteten Wohnungen der Elfen, Trolle, Zwerge und von anderem verborgenem Volk (Huldufólk) eingezeichnet sind. Besonders viele dieser Lavafelsen und -hügel sind in dem Park Hellisgerði zu sehen, in dem auch die nördlichsten Bonsaibäume der Erde wachsen. Der Park wurde ab 1922 angelegt.
In der Vesturgata ist das Pakkhúsið beachtenswert, ein altes Lagerhaus von 1865, in dem sich heute das Schifffahrtsmuseum der Stadt befindet. Daneben steht das Sívertsenshús, das älteste noch erhaltene Haus der Stadt, das 1803 erbaut wurde und auch unter dem Namen Hús Bjarna riddara Sívertsen bekannt ist. Es wurde 1805 fertiggestellt und ist seit 1974 ein Museum. In der Strandgata und Fjarðargata sind ebenfalls noch einige Gebäude aus dem 19. Jahrhundert erhalten. Auch das Kunst- und Kulturzentrum Hafnarborg am Hafen, in dem Ausstellungen und Konzerte stattfinden, ist weit über die Grenzen Hafnarfjörðurs bekannt.
Unweit südlich des Stadtzentrums erhebt sich die 1993 erbaute St. Josefskirche (Sankti Jósefskirkja), die Pfarrkirche der 1925 zusammen mit einem Krankenhaus gegründeten katholischen Gemeinde, eine der wenigen katholischen Kirchen Islands. In der Nähe steht das 1939 gegründete Karmelklaustur, das einzige katholische Kloster Islands, mit einer 1946 eingeweihten Kapelle, die auch der Öffentlichkeit zugänglich ist.
Die evangelische Freikirche Fríkirkjan í Hafnarfirði wurde 1913 erbaut.
Außerdem verfügt Hafnarfjörður über ein eigenes Theater sowie über das Isländische Filmmuseum (Kvikmyndasafn Íslands) und ein Post- und Telegraphenmuseum (Póst- og Símaminjasafnið).
Im Stadtzentrum befindet sich die Parkanlage Víðistaðatún, in der sich ein Skulpturenpark mit Werken isländischer und internationaler Künstler befindet. Ebenso im Park findet sich die helle halbrunde Kirche Víðistaðakirkja, die am 28. Februar 1988 eingeweiht wurde. Die Gemeinde war bereits 1977 gegründet, doch die Kapelle, in der die Gottesdienste stattfanden, wurde bald zu klein, so dass 1981 mit dem Bau einer neuen Kirche mit 600 Sitzplätzen begonnen wurde. Die Víðistaðakirkja bildet einen reizvollen Kontrast zur alten 1914 eingeweihten Hafnarfjarðarkirkja (500 Plätze) am Hafen.

Parkanlage Víðistaðatún
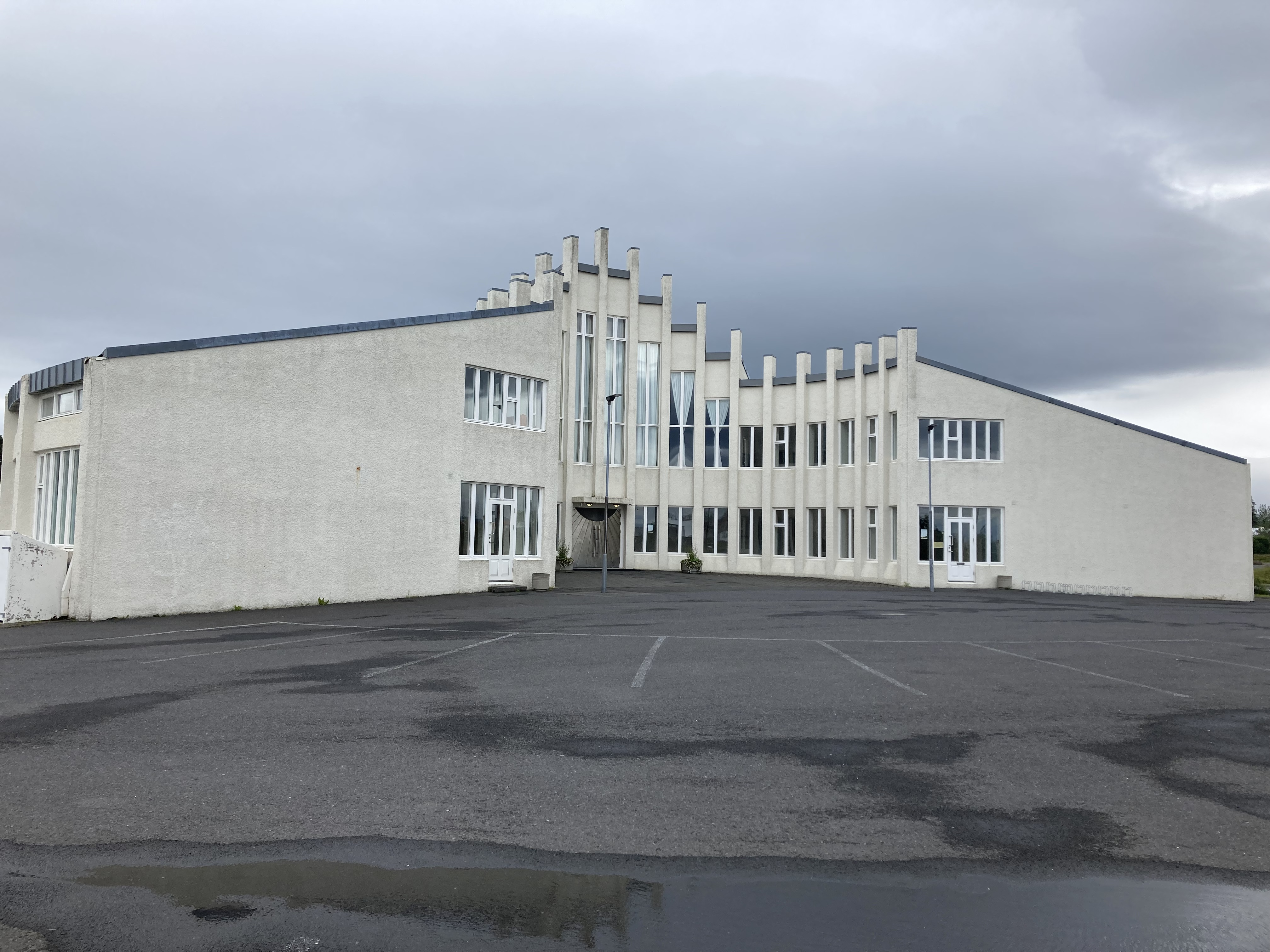
Kirche in der Parkanlage Víðistaðatún (Hafnarfjörður)

Das etwas unauffällige Wahrzeichen der Stadt, der Leuchtturm (isländisch viti), wurde um 1900 erbaut und steht heute inmitten eines Wohngebietes. Betrachtet werden kann der Leuchtturm nur von den Straßen Vitastígur bzw. Hverfisgata aus, da der Grundstücksbesitzer das Betreten seines Gartens strikt verweigert.
Gegenüber vom Aluminiumwerk Straumsvík sieht man ein Lavafeld: die „Kapellenlava“, Kapelluhraun. Hier hat man eine kleine Figur der Heiligen Barbara gefunden, die jetzt im Nationalmuseum ausgestellt wird.
Ein beliebtes Ausflugsziel am Stadtrand ist der See Hvaleyrarvatn mit einem Arboretum und dem seit den 1960er Jahren angelegten 32 ha großen Waldgebiet Höfðaskógur.
Im Sommer findet im Stadtzentrum und vor allem rund um die (nachgebaute) Stabkirche jedes Jahr ein Wikingerfest mit zahlreichen Aktionen statt. In einem Fjörukráin genannten Bereich wurden neben einem Hotel einige Gebäude in einem der Wikingerzeit nachempfundenen Baustil errichtet. Das benachbarte ehemalige Lagerhaus Strandgata 55 wurde 1841 erbaut und 1880 um 4 m verlängert. Das Haus Strandgata 57 wurde 1841 als Wohnhaus erbaut.

## Sport
Die Stadt besitzt auch einen Fußballverein FH Hafnarfjörður und den Verein Haukar Hafnarfjörður. Das Kaplakriki ist eine Mehrzweckanlage für Sportveranstaltungen.

## Kunst
In Hafnarfjörður verbrachte der international renommierte Künstler Ólafur Elíasson seine Kindheit.

## Wirtschaft und Infrastruktur
Hafnarfjörður verfügt über einen größeren Fischereihafen und einige Industrieanlagen.
Gleichzeitig ist Hafnarfjörður eine moderne Industriestadt, die nicht zuletzt wegen des Aluminiumwerks in Straumsvík vor ihren Toren etwa 15–20 % des landesweiten Exportertrages erwirtschaftet. Neben der Straße zwischen Reykjavík und dem Flughafen, der Reykjanesbraut, liegt westlich von Hafnarfjörður ein Industriekomplex mit auffälligen rotweißen Türmen. Wegen der günstigen Preise für elektrische Energie gibt es hier in Straumsvík seit 1969 eine Aluminiumfabrik (Schmelzflusselektrolyse). Alle Rohstoffe werden importiert. Ein zweites Werk dieser Art wird in Reyðarfjörður in den Ostfjorden Islands betrieben.

## Verkehr
Die Stadt ist über die Straße 41 an den Hringvegur, die wichtigste isländische Verkehrsader, angebunden. Westlich der Stadt liegt der Flughafen Keflavík. Es gibt Erwägungen, eine 49 km lange Eisenbahnlinie vom Flughafen nach Reykjavík zu bauen, die Hafnarfjörður und seine Nachbarstadt Kópavogur in einem 14 km langen Tunnel unterfahren würde, wobei noch nicht geklärt ist, ob die Züge auch in Hafnarfjörður halten würden.

## Persönlichkeiten

### Söhne und Töchter der Stadt
- Knud Zimsen (1875–1953), Bürgermeister von Reykjavík
- Guðmundur Í. Guðmundsson (1909–1987), Politiker
- Stefán Hörður Grímsson (1919–2002), Schriftsteller
- Guðrún Helgadóttir (1935–2022), Kinderbuchautorin und Politikerin
- Kristín Marja Baldursdóttir (* 1949), Schriftstellerin
- Björgvin Helgi Halldórsson (* 1951), Popsänger
- Jónína Rós Guðmundsdóttir (* 6. 1958 in Hafnarfirði), Politikerin der sozialdemokratischen Allianz
- Stefán Karl Stefánsson (1975–2018), Schauspieler
- Berglind Ólafsdóttir (* 1977), Model und Schauspielerin
- Guðbjörg Gunnarsdóttir (* 1985), Fußballspielerin
- Sóley (* 1987), Independent-Musikerin und Komponistin
- Aron Pálmarsson (* 1990), Handballspieler
- Ólafur Guðmundsson (* 1990), Handballspieler
- Stefán Rafn Sigurmannsson (* 1990), Handballspieler
- Þórir Jóhann Helgason (* 2000), Fußballspieler

Der Raumkünstler Ólafur Elíasson (* 1967) verbrachte hier seine Kindheit.

### Musikbands
- Botnleðja (gegründet 1995), Rockband

## Städtepartnerschaften
- Hämeenlinna, Finnland
- Cuxhaven, Deutschland
- Uppsala, Schweden
- Bærum, Norwegen
- Frederiksberg, Dänemark
- Ilulissat, Grönland
- Tartu, Estland
- Tvøroyri, Färöer
- Baoding, Volksrepublik China[25]

Innerhalb Islands besteht eine Städtepartnerschaft mit Akureyri.
Hafnarfjörður ist Mitglied des Städtebundes Neue Hanse.